# Avril 1972

## Évènements
- 6 avril, France : Brigitte Dewèvre, 16 ans, est retrouvée morte dans un terrain vague. C'est le début de l'affaire de Bruay-en-Artois.
- 9 avril : traité d'amitié et de coopération URSS-Irak.
- 21 avril : atterrissage sur la Lune de la mission Apollo 16 et du module lunaire Orion, à bord John Young et Charlie Duke deviendront les neuvième et dixième à marcher sur la Lune pendant 3 jours environ.
- 23 avril, France : référendum sur l'élargissement de la CEE à la Grande-Bretagne, à l’Irlande, au Danemark et à la Norvège : 40 % d'abstentions, 7 % de blancs, 67,7 % de oui.
- 27 avril (Allemagne) : échec de la première tentative de censure constructive, celle de Rainer Barzel contre Willy Brandt.

## Naissances
- 1er avril : Rob Anders, homme politique canadien.
- 3 avril : Emmanuel Adubango Ali, homme politique de la République démocratique du Congo.
- 6 avril : Dickey Simpkins, basketteur américain.
- 8 avril : 
  - Paul Gray, musicien américain, bassiste de Slipknot.
  - Chuck Todd, journaliste américain.
- 9 avril : 
  - RedOne, producteur de musique, auteur, compositeur et réalisateur artistique marocain et suédois.
  - Alain Berset, Homme d'État suisse et Président de la Confédération suisse depuis 2023.
- 10 avril : Phi Nhung, chanteuse vietnamienne (mort le 28 septembre 2021).
- 11 avril :
  - Tina Blaskovic, joueuse canadienne de soccer.
  - Cyril Celestin, dit Guizmo, auteur-compositeur-interprète et musicien français, membre du groupe Tryo.
  - Balls Mahoney, catcheur américain († 12 avril 2016).
  - Allan Théo, auteur-compositeur-interprète français.
  - Jason Varitek, joueur de baseball américain.
- 17 avril :
  - Jennifer Garner, actrice américaine.
  - Muttiah Muralitharan, joueur de cricket sri-lankais.
- 20 avril : 
  - Wouter Van Bellingen, homme politique belge.
  - Stephen Marley, chanteur et musicien jamaïcain.
- 21 avril : Narges Mohammadi, militante iranienne pour les droits de l'homme.
- 23 avril : Alain-Guillaume Bunyoni, homme politico-militaire burundais.
- 26 avril :
  - Rédouane Bougara, champion français de kick boxing et de boxe thaï († 7 janvier 1998).
  - Claudia Coslovich, athlète italienne.
  - Jean-Yves Le Naour, historien français.
  - Nikolaï Louganski, pianiste russe.
  - Kiko (Francisco Miguel Narváez Machón, dit), footballeur espagnol.
  - Avi Nimni, footballeur israélien.
  - Ismael Santos, basketteur espagnol.
  - Sylvain Tesson, écrivain et voyageur français.
- 27 avril : 
  - Mehmet Kurtuluş, acteur, réalisateur et producteur turco-allemand.
  - Maura West, actrice américaine.
- 28 avril : 
  - Sébastien Cauet, animateur audiovisuel français.
  - Sergio Massa, Homme Politique argentine.
- 29 avril :
  - Elina Brotherus, photographe finlandaise.
  - Anne-Sophie Lapix, journaliste française.
  - Jane Mandean, athlète handisport sud-africaine.

## Décès
- 2 avril : Franz Halder, militaire allemand (° 30 juin 1884).
- 3 avril : Ferde Grofé, compositeur américain (° 27 mars 1892).
- 4 avril : Adam Clayton Powell Jr., homme politique américain (° 29 novembre 1908).
- 7 avril :
  - Joe Gallo, gangster américain (° 7 avril 1929).
  - Abeid Karume, homme politique tanzanien (° 4 août 1905).
  - Woodrow Stanley Lloyd, homme politique canadien (° 16 juillet 1913).
- 16 avril : Yasunari Kawabata, écrivain japonais (° 11 juin 1899).
- 17 avril : Jan Engels, coureur cycliste belge (° 11 mai 1922).
- 24 avril : Fernando Amorsolo, peintre philippin (° 30 mai 1892).
- 25 avril : George Sanders, acteur britannique (° 3 juillet 1906).
- 27 avril : Kwame Nkrumah, ancien président ghanéen (° 21 septembre 1909).
- 29 avril : Ntare V, roi du Burundi en 1966 (° 2 décembre 1947).